# Final do Campeonato de Portugal de 1924–25

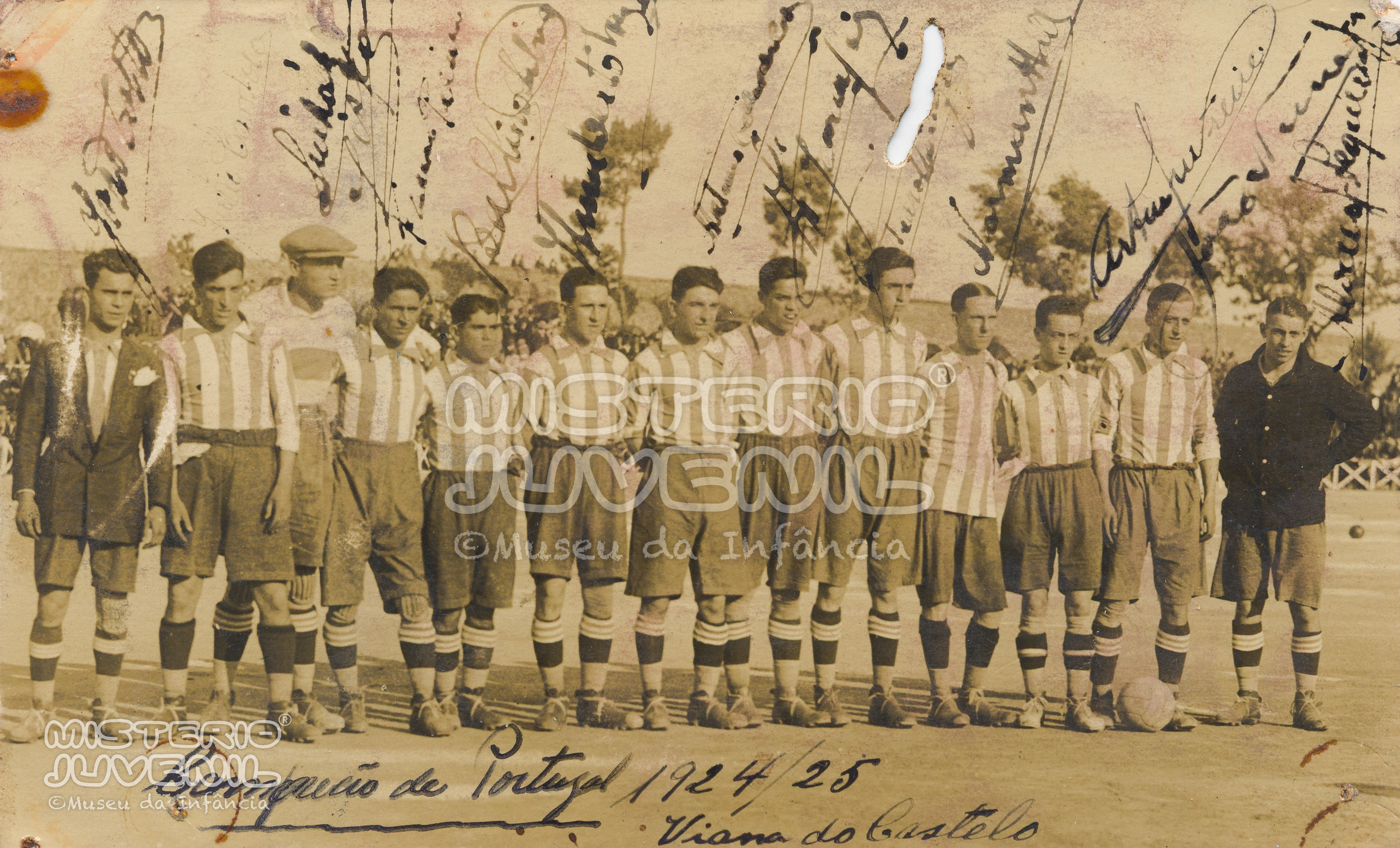
A Final do Campeonato de Portugal de 1924–25 foi a Final da 4ª edição do Campeonato de Portugal. O FC Porto venceu esta edição após derrotar o Sporting por 2–1 na Final disputada no Campo de Monserrate, em Viana do Castelo, no dia 28 de Junho de 1925, conquistando assim o seu 2º título nesta prova. ©Mistério Juvenil

A Final do Campeonato de Portugal de 1924–25 foi a Final da 4ª edição do Campeonato de Portugal. O FC Porto venceu esta edição após derrotar o Sporting por 2–1 na Final disputada no Campo de Monserrate, em Viana do Castelo, no dia 28 de Junho de 1925, conquistando assim o seu 2º título nesta prova.

## Historial na prova
Na época 1924–25 o FC Porto alcançou a sua 3ª Final no Campeonato de Portugal, tendo conquistado o seu 2º título na prova.
O Sporting também chegou à sua 3ª Final no Campeonato de Portugal, tendo antes vencido a prova por uma vez na época 1922–23.
Pela 2ª vez a Final foi FC Porto–Sporting, tendo o FC Porto vencido novamente esta edição.

## Percurso dos finalistas

### FC Porto
No caminho para a Final o FC Porto, campeão do Porto, eliminou o Vianense (AF Viana do Castelo) e o Sp. Espinho (AF Aveiro). 
| Fase            | Adversário         | Resultado |
| --------------- | ------------------ | --------- |
| 2ª Eliminatória | Vianense (casa)    | 4 – 1     |
| Meias-Finais    | Sp. Espinho (casa) | 4 – 1     |

### Sporting
Para se apurar para a Final o Sporting, campeão de Lisboa, eliminou o Olhanense (AF Algarve) por 1–0.
| Fase         | Adversário       | Resultado |
| ------------ | ---------------- | --------- |
| Meias-Finais | Olhanense (casa) | 1 – 0     |

## Estádio
Na época 1924–25 o estádio designado para a Final foi o Campo de Monserrate, em Viana do Castelo. Foi a única Final do Campeonato de Portugal disputada neste estádio e uma das raras ocasiões em que a Final foi realizada fora das cidades de Lisboa, Porto ou Coimbra.

## Final
| 28 de Junho de 1925 | FC Porto                                   | 2 – 1     | Sporting            | Campo de Monserrate, Viana do Castelo |
|                     | Norman Hall 20' · Coelho da Costa 53' (gp) | Relatório | Jaime Gonçalves 50' | Árbitro: Rafael Núñez                 |

| FC Porto | Sporting |

|              |  | Mihaly Siska      |
|              |  | Pedro Temudo      |
|              |  | Júlio Cardoso     |
|              |  | Augusto Freire    |
|              |  | Velez Carneiro    |
|              |  | Floreano Pereira  |
|              |  | Coelho da Costa   |
|              |  | Humberto Bragança |
|              |  | Flávio Laranjeira |
|              |  | Norman Hall       |
|              |  | João Nunes        |
| Treinador:   |  |                   |
| Akos Teszler |  |                   |

|                 |  | Cipriano             |
|                 |  | Martinho de Oliveira |
|                 |  | Jorge Vieira         |
|                 |  | José Leandro         |
|                 |  | Joaquim Ferreira     |
|                 |  | Filipe dos Santos    |
|                 |  | Henrique Portela     |
|                 |  | João Francisco Maia  |
|                 |  | Torres Pereira       |
|                 |  | Emílio Ramos         |
|                 |  | Jaime Gonçalves      |
| Treinador:      |  |                      |
| Julius Lelovtic |  |                      |